# Monte Gordo (distrito de Camaçari)
Monte Gordo é um distrito litorâneo do município de Camaçari, no estado brasileiro da Bahia. O distrito reúne os bairros de Monte Gordo, Jacuípe, Guarajuba, Tacimirin, Barra de Pojuca e muitas outras localidades.

## História
Atualmente, existem muitas explicações quanto à origem do nome do distrito. Em programa feito pela Prefeitura do município, o projeto Círculos de História, levou estudantes de diversas idades ao encontro de moradores antigos e de historiadores, onde os alunos puderam tirar suas dúvidas e descobrir mais sobre a história do lugar em que moram.
Em uma das instâncias do projeto, a historiadora e coordenadora de patrimônio cultural da Secretaria de Cultura do município, Ana Claudia Almeida, apresentou uma versão da origem do nome. Segundo ela, no século XVII, havia um capitão da Guarda Nacional de Portugal chamado João dos Montes Teixeira, proprietário de terras da região, e que pesaria 150 quilogramas. Para se referirem ao local, os moradores da região teriam se referido àquelas como as "terras de Monte Gordo".
O historiador, pesquisador e professor Diego Copque afirma em seus livros quanto à importância do atual distrito na consolidação da Independência do Brasil, e da forte influência e presença africana e indígena nessa região. Conforme as pesquisas de Copque mostraram, as cidades do Recôncavo Norte são apresentadas no contexto da guerra da Independência, desde o primeiro conflito, em fevereiro de 1822, seu desdobramento em outubro de 1824, com a Revolta do Batalhão dos Periquitos, que depois de amotinado na Cidade do Salvador, acampou em Vila de Abrantes.